# Yigoga disturbans
Yigoga disturbans là một loài bướm đêm trong họ Noctuidae.